# Písařova Vesce
Písařova Vesce (deutsch Albersdorf) ist ein Ortsteil der Gemeinde Lesná. Er befindet sich sechs Kilometer südwestlich von Tachov und gehört zum Okres Tachov.

## Geographie
Písařova Vesce befindet sich in der Talmulde des Baches Vesecký potok im Oberpfälzer Wald (Český les). Östlich erhebt sich der Polom (711 m), im Südosten die Rozsocha (757 m), südlich der Broek (744 m) und im Westen der Kamenný vrch (714 m).
Nachbarorte sind Milíře im Norden, Mýto im Nordosten, Studánka im Osten, Dlouhý Újezd im Südosten, Pastvina im Süden, Lesná im Südwesten sowie Zadní Milíře im Nordwesten.

## Geschichte
Die erste schriftliche Erwähnung des Dorfes erfolgte 1555 im Urbar der Herrschaft Tachau.
Nach der Aufhebung der Patrimonialherrschaften bildete Albersdorf eine Gemeinde im Bezirk Tachau. 1930 lebten in der Gemeinde 368 Einwohner.
Nach dem Münchner Abkommen wurde Albersdorf 1938 dem Deutschen Reich zugeschlagen und gehörte bis 1945 zum Landkreis Tachau. 1939 wurde das Dorf von 368 Menschen bewohnt.
Im Jahre 1961 erfolgte die Eingemeindung nach Lesná. Písařova Vesce besteht heute aus sechs Wohnhäusern und 24 Ferienhäusern. 1991 hatte der Ort keine Einwohner. Im Jahre 2001 bestand das Dorf aus vier Wohnhäusern, in denen zehn Menschen lebten.

## Sehenswürdigkeiten
- Ruinöse Kapelle an der Schule